# 주투발루 중화민국 대사관
주투발루 중화민국 대사관(中華民國駐吐瓦魯大使館, Embassy of the Republic of China (Taiwan) in Tuvalu)은 중화민국 정부가 투발루의 수도 푸나푸티에 설치한 대사관이다.

## 역사
- 1979년 9월 19일 중화민국과 투발루의 외교 관계가 수립었다. 동년 10월 4일 주통가 중화민국 대사관이 투발루를 관할하였다.
- 1998년 11월 2일, 통가가 중화인민공화국과 외교관계를 수립해 중화민국과 통가의 국교가 단절되었다. 이에 따라 주솔로몬 제도 중화민국 대사관이 투발루를 관할하였다.
- 1998년 12월 25일 투발루 푸나푸티 주투발루 중화민국 대사관이 개설되었다. 그러나 설치 후 특명전권대사가 상주하지 않는 대사관으로 운영하고 있었다.
- 2004년 4월 특명전권대사가 상주하는 정식 대사관이 되었다.

## 같이 보기
- 중화민국 외교부